# Stade de Reims
Stade de Reims este o echipă de fotbal din Reims, Franța, care evoluează în Ligue 1.

## Palmares
- Ligue 1 (6): 1949, 1953, 1955, 1958, 1960, 1962
- Coupe de France (2): 1950, 1958
- Coupe de la Ligue (1): 1991
- Latin Cup (1): 1953
- Coppa delle Alpi (1): 1977
- Trophée des Champions (5): 1949, 1955, 1958, 1960, 1966

## Legături extere
- Site oficial